# Kobran
För andra betydelser, se Kobra (olika betydelser).
Kobran är det antagna namn två superskurkar i Marvel Comics' serieuniversum använder. Kobran bekämpar superhjältar som Thor, Daredevil, Captain America, Wolverine och Spindelmannen.
Kobran har kraften att töja på sig själv och därmed lätt kunna ta sig genom till exempel fängelsegaller. Han har dessutom en dräkt som kan utsöndra gas och skjuta pilar med dödligt gift. Han försörjer sig som bank- och juvelaffärs-rånare.